# Koyata Iwasaki
Koyata Iwasaki, född 1879, död 1945 var en japansk baron, industriman och donator. Han var brorson till grundaren av Mitsubishi, och den siste ledaren av hela mitsubishikoncernen.
Koyata Iwasaki var ledare för Japans största finansinstitut, Mitusbishibanken. Han blev främst känd som grundare av det stora biblioteket Tōyō bunko i Tokyo, i vilket hopbragtes stora samlingar av litteratur angående Ostasien på såväl kinesiska, japanska som europeiska språk.